# Spin (kwantummechanica)

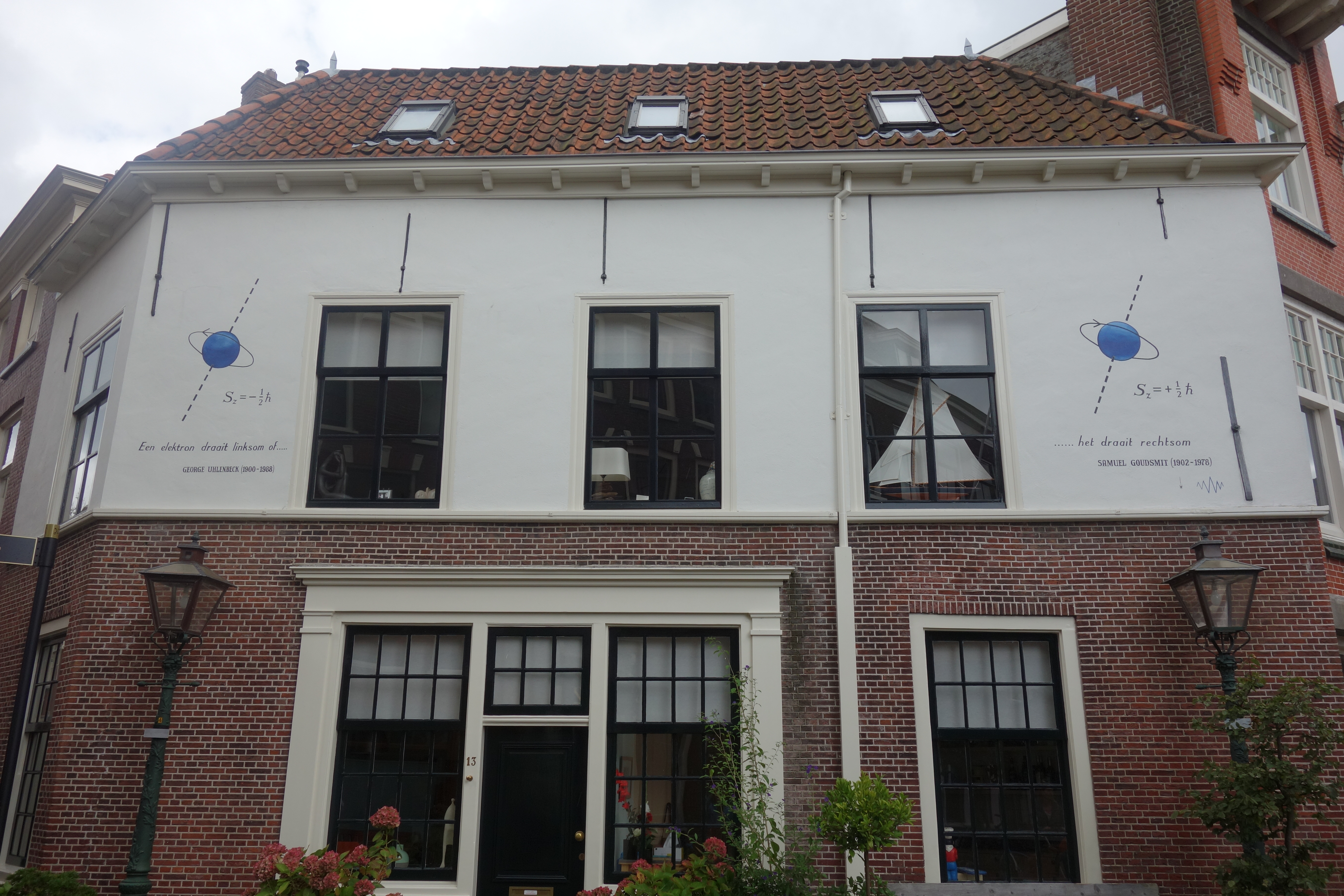
Spin op een muur in Leiden

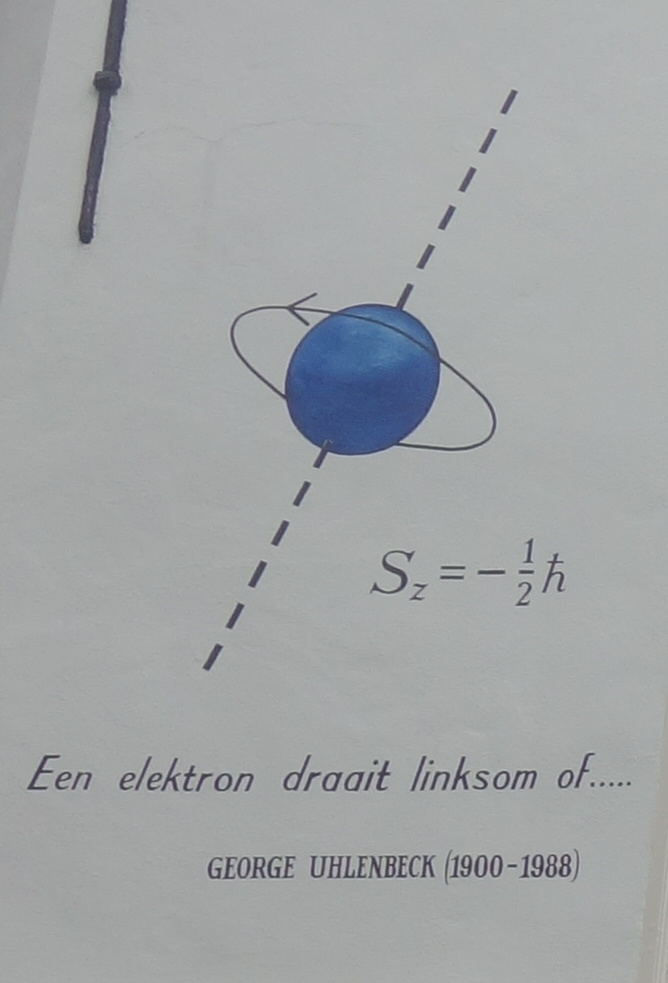
Linksdraaiend elektron met spin -, met impulsmoment - en naam van ontdekker George Uhlenbeck. Muurschildering Leiden.

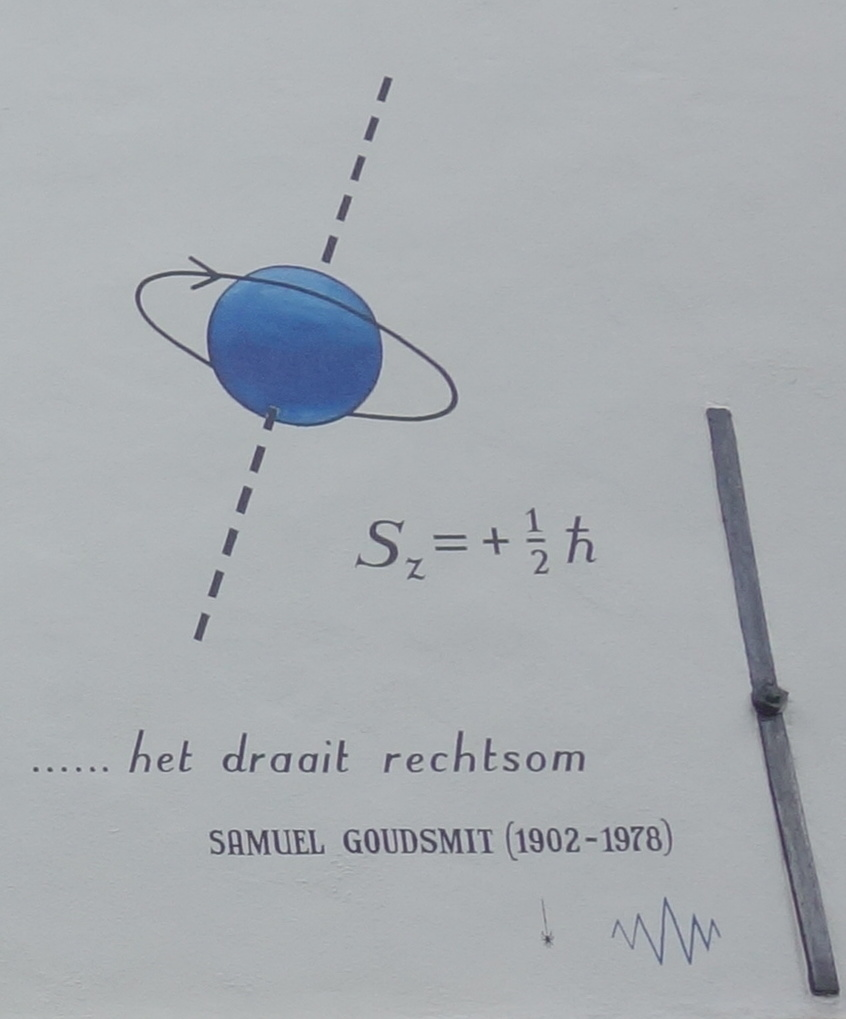
Rechtsdraaiend elektron met spin +, impulsmoment + en naam van ontdekker Samuel Goudsmit. Muurschildering Leiden.

Spin is een fundamentele eigenschap van elementaire deeltjes,  atoomkernen en hadronen. Hoewel spin doet denken aan het impulsmoment van een deeltje heeft het niets met een daadwerkelijke draaiing van een deeltje om zijn as te maken. Het is een intrinsiek kwantummechanische eigenschap van een deeltje die op geen enkele wijze met de klassieke mechanica is te beschrijven. Intrinsiek betekent dat spin een positie-onafhankelijke eigenschap is. Voor elementaire of samengestelde deeltjes met 'spin ongelijk aan nul' is de richting van de spin een belangrijke intrinsieke vrijheidsgraad, die het intrinsieke impulsmoment beschrijft. 
De spin is een van de in Leiden afgebeelde muurformules.

## Achtergrond
Het concept van spin, maar niet de naam, werd in 1924 door Wolfgang Pauli voorgesteld. Ralph Kronig, George Uhlenbeck en Samuel Goudsmit gaven in 1925 een natuurkundige interpretatie van deeltjes die om hun eigen as draaien. To spin is Engels voor tollen of om zijn as draaien, vandaar de naam van het verschijnsel. Dit beeld is in zoverre correct dat spin aan dezelfde wiskundige wetten gehoorzaamt als gekwantiseerde impulsmomenten. Aan de andere kant heeft spin een aantal bijzondere eigenschappen die spin onderscheidt van baanimpulsmomenten: spins kunnen halftallige kwantumgetallen hebben, dus 12, 32, 52, ... , en de spin van geladen deeltjes levert een magnetisch dipoolmoment, dat niet met de klassieke natuurkunde is te verenigen: de zogeheten {\displaystyle g}-factor is ongelijk aan 1. De wiskundige theorie voor spin werd in 1927 door Pauli in detail uitgewerkt en in 1928 toonde Paul Dirac aan dat de elektronspin op natuurlijke wijze ontstaat binnen de relativistische kwantummechanica.

## Toepassingen
Spin heeft belangrijke theoretische implicaties en praktische toepassingen. De spin van het elektron is de sleutel tot het uitsluitingsprincipe van Pauli en tot begrip van het periodiek systeem van de elementen. Spin-baanwisselwerking leidt tot de fijnstructuur van atomaire spectra. Nauwkeurige metingen van de {\displaystyle g}-factor van het elektron hebben een belangrijke rol gespeeld in de ontwikkeling en verificatie van de kwantumelektrodynamica. De spin van het elektron speelt een belangrijke rol in het magnetisme, met bijvoorbeeld toepassingen in computergeheugens. Manipulatie van spins in halfgeleidercomponenten is het onderwerp van het zich nog ontwikkelende gebied van de spintronics. De manipulatie van kernspin door radiofrequente golven, kernspinresonantie, is belangrijk in de chemische spectroscopie en in medische beeldvorming, bijvoorbeeld de MRI-scan. De spin van het foton wordt geassocieerd met de polarisatie van licht.

## Spinkwantumgetal
De deeltjes uit het Standaard Model van de Deeltjesfysica worden ingedeeld naar hun spin-grootte s. Deeltjes met een halftallige spin (1/2, 3/2, 5/2, etc.) worden fermionen genoemd, deeltjes met een heeltallig spin (0, 1, 2, etc.) bosonen. Bosonen kunnen een gelijke kwantumtoestand aannemen. Dit geldt niet voor fermionen. Een elektron is zo'n fermion (met s = 1/2). Het uitsluitingsprincipe van Pauli stelt dat twee elektronen in een orbitaal, gespecificeerd door de kwantumgetallen n, l en m, van elkaar onderscheiden moeten kunnen worden. Het ene elektron is daarom spin-up (+1/2) en het andere spin-down (-1/2). 
Spin s is het intrinsieke impulsmoment van een deeltje. Daarnaast heeft het ook een extern impulsmoment l. De som van deze twee is het totale impulsmoment j = l + s.

## Magnetisch moment
Wanneer een deeltje een spin en lading heeft, gedraagt het zich als een magneetje. 
Het intrinsieke magnetisch moment {\displaystyle \mu } van een deeltje met lading {\displaystyle q}, massa {\displaystyle m}, en spin {\displaystyle S}, is
{\displaystyle \mu =g\,{\frac {q}{2m}}\,S}
waarin de dimensieloze grootheid {\displaystyle g} de gyromagnetische verhouding of {\displaystyle g}-factor is.
Het elektron bezit een magnetisch moment dat ongelijk nul is. Een van de successen van de kwantumelektrodynamica is de accurate voorspelling van de {\displaystyle g}-factor van het magnetisch moment van het elektron. De {\displaystyle g}-factor heeft een waarde van 2,002 319 304 376 8(86), waarvan de eerste 12 cijfers zeker zijn.